# Classe verte
Vous pouvez aider à l'améliorer ou bien discuter des problèmes sur sa page de discussion.
- Il peut contenir un travail inédit ou des déclarations non vérifiées. Vous pouvez l’améliorer en ajoutant des références. (Marqué depuis juillet 2013)

Vous pouvez aider à l'améliorer ou bien discuter des problèmes sur sa page de discussion.
- Il adopte un point de vue régional ou culturel particulier et nécessite une internationalisation. (Marqué depuis avril 2015)

Une classe verte, aussi appelée classe nature, est l'une des formes de classe dehors ; un séjour éducatif de plusieurs jours à plusieurs semaines, en pleine nature, lors duquel les élèves d'un ou plusieurs établissements scolaires découvrent le milieu naturel, et participent à des activités de plein air visant à renforcer leur connaissance de la nature et leur sensibilisation à l’environnement. Cette école « hors les murs », inscrite dans la pédagogie active peut favoriser l'apprentissage la compréhension des sciences naturelles et du développement durable par l'expérience, mais aussi la cohésion sociale, le développement, l'autonomie et de la responsabilité.

## Principe de la classe verte
Durant ce temps (scolaire mais aussi périscolaire), plutôt que de faire entrer des parcelles de nature dans l'école, c'est l'école qui se rend dans la nature,. 
Les classes vertes permettent aux enfants de sortir du cadre et du temps scolaire traditionnel ; l'occupation du temps dans la classe verte alterne généralement entre des cours et les activités de plein air (équitation, randonnée pédestre, escalade, spéléologie, canoë-kayak, pédalo, ski, raquettes, etc.), pour une durée variant de une à trois semaines. Ces moments sont organisés pour stimuler la curiosité, la motivation et l’engagement des élèves, pour favoriser la coopération et le respect des autres et de la Nature. Ils contribuent également à la sensibilisation à l’environnement et à l’éducation au développement durable.
La classe verte s'adresse principalement aux élèves de primaire, mais aussi (plus rarement) aux élèves de maternelle ou encore aux élèves de collège. En France, les classes vertes sont organisées autour de plusieurs thématiques : écologie, patrimoine, arts, biodiversité, mais aussi sports et activités en plein air.

## Historique
La classe verte, comme la classe de mer sont mis en place sous le ministère de Jean Zay dans les années 1930. La classe de neige est quant à elle créée en 1953 par Max Fourestier, et Maurice David.
Selon philosophe Thierry Paquot (2018), « Il faudrait établir, pour la France, un bilan des « classes de neige », des « classes vertes », des « classes nature », des éphémères « classes de ville », des « classes promenades », des opérations « cabanes », « adopter un jardin », etc. Bref, évaluer toutes les initiatives de conscientisation à l’environnement et comprendre le pourquoi de leur arrêt, de leur abandon. Je peux néanmoins nommer une de ces raisons : la peur. D’où les assurances, le principe de précaution, le plan Vigipirate, le ceci ou le cela, qui fragilisent n’importe quelle tentative de sortir pour mieux rentrer ! En un siècle, le sentiment d’insécurité, réelle ou fantasmée, a crû considérablement », et il ajoute que la naturalité des paysages a aussi beaucoup diminué. 
Selon le « rapport de la mission d'information sur l'adaptation de l'école aux enjeux climatiques » remis en décembre 2023 , « Si faire classe dehors relève aujourd’hui de l’engagement libre de chaque enseignant, cette pratique pâtit d’un manque de reconnaissance et de légitimité : plus ou moins développée en fonction des académies et des établissements, la classe dehors ne fait pas l’objet d’un véritable soutien de la part du ministère de l’Éducation nationale. Les rapporteures déplorent ainsi que les enseignants qui souhaitent expérimenter cette pratique peinent à trouver des ressources pédagogiques et doivent le plus souvent s’en remettre aux retours d’expérience de leurs collègues (...) Les rapporteures appellent à la sanctuarisation de la classe dehors en primaire, pour une durée correspondant à une demi-journée par semaine, à répartir sur l’ensemble de l’année scolaire (soit 18 jours à répartir librement). Les enseignants du secondaire devraient également être fortement encouragés à franchir le pas (...) les rapporteures s’inquiètent de la diminution significative des projets de classes découverte, annulés ou reportés depuis plusieurs années du fait de la crise sanitaire. 
Ces expériences fondatrices sont un socle d’égalité qui assure que chaque élève se voie offrir la possibilité de découvrir un environnement nouveau, au contact de la nature, sur le temps long. 
Les rapporteures saluent la publication de la circulaire du 13 juin 2023 relative à l’organisation des sorties et voyages scolaires dans les écoles, les collèges et les lycées publics visant à simplifier l’organisation des voyages scolaires ([79]). Celle-ci pose le principe selon lequel tout élève doit pouvoir bénéficier d’au moins un voyage scolaire au cours de sa scolarité obligatoire. Le texte sur lequel le Gouvernement a engagé sa responsabilité en première lecture du projet de loi de finances pour l’année 2024 à l’Assemblée nationale a par ailleurs retenu un amendement visant à créer un fonds national d’aide au départ en voyages scolaires à destination des écoles primaires, doté de 3 millions d’euros ([80]). Les rapporteures seront donc particulièrement vigilantes aux effets de cette circulaire et au déploiement de ces fonds, et appellent à des remontées académiques au ministère de l’Éducation nationale permettant de veiller à l’évolution du nombre de classes découverte et voyages scolaires organisés par établissement (...) Les rapporteures soulignent à cet égard que l’augmentation effective du nombre de voyages scolaires au cours de la scolarité nécessitera de conduire au niveau du ministère une réflexion sur les incitations, notamment financières, à l’égard des enseignants volontaires. (...) Les rapporteures soulignent par ailleurs la nécessité de porter une attention particulière aux conditions de participation des enfants en situation de handicap aux voyages scolaires. Aussi, elles considèrent nécessaire qu’une réflexion soit conduite sur la question de l’indemnisation des accompagnants d’élèves en situation de handicap (AESH) au titre de la participation à ces projets, pour s’assurer qu’aucune famille ne renonce à la participation de leur enfant à un voyage scolaire en raison d’un défaut d’accompagnement adapté à ses besoins ».
En 2025, partant du constat que la France a pris « un retard important dans l'intégration du contact avec la nature dans l'éducation de ses enfants » par rapport au Royaume-Uni, à l'Allemagne, au Danemark ou à la Suisse : alors que les enfants français passeraient dix fois moins de temps dehors que trente ans auparavant, et alors que 40 % des 3-10 ans ne joueraient jamais dehors en semaine ; alors que seuls 4 000 écoles, collèges et lycées font classe dehors dans le pays (soit moins de 1,5 % des classes), une proposition de loi transpartisane propose de mieux soutenir la classe dehors.

## Déroulement typique d'une classe nature ou classe verte
Le lieu de séjour est non-urbain et l'organisation est prise en charge par des organismes d'éducation populaire agréés par le ministère de la Jeunesse et des Sports. L'enseignant accompagne sa classe ; il est secondé par des animateurs-éducateurs diplômés et qualifiés dans les activités d'éveil et de loisirs.
Le matin, les matières traditionnelles sont étudiées en salle de classe, en exploitant les ressources et thèmes locaux.
L'après-midi, se déroulent en alternance des activités de découverte du milieu (promenades d'observation de la faune et de la flore, visites d'artisans et d'exploitations agricoles, activités sportives et de nature, etc.) et des activités liées à l'apprentissage de sports et d'activités de plein air qui sont souvent encadrés par des moniteurs professionnels.
Les soirées et les dimanches sont animées par le personnel d'animation.

## Types de classes vertes
Dans le monde, les classes vertes sont des « dispositifs « géo-pédagogiques » partenariaux, hybrides, in vivo, in situ et hors les murs » qui prennent une grande diversité de formes, selon l'âge des élèves et les objectifs pédagogiques :
- Classes de découverte : axées sur l’apprentissage de la biodiversité et des écosystèmes.
- Classes d’environnement : centrées sur la sensibilisation écologique et les pratiques durables.
- Classes de sport et aventure : ciblant principalement des activités physiques, mais en milieu naturel.
- Classes agricoles : permettant aux élèves de découvrir la vie à la ferme et les pratiques agricoles.